# CD-26 8623
CD-26 8623 — двойная звезда в созвездии Гидры на расстоянии приблизительно 150 световых лет (около 46,3 парсек) от Солнца. Возраст звезды определён как около 13 млн лет.
Открыта Ричардом Альбертом Уэббом и др. в 1999 году.

## Характеристики
Первый компонент (V550 Гидры (лат. V550 Hydrae)) — красный карлик, эруптивная переменная звезда типа T Тельца (IT) спектрального класса M2,9, или M3Ve, или M3. Видимая звёздная величина звезды — от +12,28m до +12,23m. Масса — около 0,54 солнечной, радиус — около 0,74 солнечного, светимость — около 0,1 солнечной. Эффективная температура — около 3397 K.
Второй компонент (V549 Гидры (лат. V549 Hydrae)) — красный карлик, эруптивная переменная звезда типа T Тельца (IT) спектрального класса M5e, или M5,5. Видимая звёздная величина звезды — от +15,28m до +15,2m. Светимость — около 0,03 солнечной. Эффективная температура — около 3736 K. Удалён на 13,2 угловой секунды.